# Tanx
Tanx é o quarto álbum de estúdio da banda britânica de rock T. Rex e o oitavo desde sua estreia em 1968 como Tyranossaurus Rex. Foi lançado em 16 de março de 1973 pela EMI Records e Reprise Records, no Reino Unido e nos Estados Unidos, respectivamente. Tanx foi um desvio musical dos trabalhos anteriores do grupo: ainda contendo canções no estilo de The Slider, o cantor e compositor Marc Bolan mostrou seu interesse pela música soul, funk e gospel. Coristas apareceram em algumas faixas. Novos instrumentos como o Mellotron foram usados, permitindo que o som do T. Rex evoluísse.
Após seu lançamento, Tanx foi um sucesso comercial. O álbum alcançou a quarta posição na tabela musical britânica, a terceira posição na tabela musical alemã e a quinta posição na tabela musical norueguesa. Nenhum single foi lançado para promover o álbum.

## Gravação
As sessões de gravação ocorreram inicialmente em agosto, na França, e depois em outubro de 1972, após a turnê norte-americana da banda. Marc Bolan gravou a canção "Left Hand Luke and the Beggar Boys" com coristas femininas. Elas harmonizaram os vocais de Bolan nos refrães comoventes, porém não foram creditadas. O revisor Bob Stanley, do periódico The Times, descreveu a faixa como uma canção de "cabaré de Nova Orleães". "The Street and Babe Shadow" com um saxofone como um dos instrumentos principais, mostrou Bolan adicionando um estilo funk em sua música. "Life is Strange" e "Broken Hearted Blues" eram baladas mais próximas do som do T. Rex, enquanto "Shock Rock" era uma faixa orientada ao boogie.
Bolan queria fugir do som tradicional do T. Rex. Ele passou um tempo no estúdio para fazer overdubs em todos os instrumentos e adicionar efeitos. A faixa "Tenement Lady" permitiu que a banda usasse o Mellotron e Bolan usou um efeito phase(em inglês) em seus vocais.

## Lançamento
Tanx foi lançado em 16 de março de 1973 pela EMI Records no Reino Unido e pela Reprise Records nos Estados Unidos. O álbum alcançou o número quatro na tabela musical britânica e foi um sucesso em toda a Europa, chegando ao número três na Alemanha, número cinco na Noruega, número 15 na Suécia, e número 20 na Finlândia. Porém não conseguiu igualar o sucesso de seu antecessor nos Estados Unidos, alcançando a 102ª posição na Billboard 200. Curiosamente, "20th Century Boy", gravada durante uma estadia no Japão, não foi incluída no álbum, o que pode ter afetado as vendas, já que o álbum não incluiu nenhum single.

## Recepção crítica
Na época, Tanx recebeu críticas favoráveis nos periódicos NME e Record Mirror. A revista Creem elogiou dizendo: "canção por canção, este pode ser o álbum mais forte de Bolan. Certamente, é o mais variado e o mais musical". No entanto, foi ridicularizado pela Rolling Stone: o revisor crítico Paul Gambaccini escreveu: "Este álbum poderia ter feito um bom EP (...) Não consigo ver muitas pessoas realmente satisfeitas com isso. Mas eu já estive errado antes". Ele, no entanto, elogiou faixas como "Mister Mister", "Electric Slim and the Factory Hen" e "Broken Hearted Blues".
As revisões retrospectivas têm sido mais favoráveis. O site musical PopMatters escreveu: "Uma razão para o fracasso comercial de Tanx foi a falta do imediatismo pelo qual o glam (rock) era conhecido". O crítico musical Stephen M. Deusner, do Pitchfork, enquanto elogiava o disco, o chamou de "um álbum difícil". The Quietus escreveu que "é um disco excessivo no melhor sentido possível", qualificando "Tenement Lady" como uma abertura impressionante. O revisor Neil Kulkarni considerou que "Electric Slim and the Factory Hen" era um aceno para a música soul, um estilo que Bolan sempre quis explorar: Kulkarni escreveu que isso foi dois anos antes de David Bowie "tentar o mesmo movimento em Young Americans".

## Lista de faixas
Todas as faixas escritas e compostas por Marc Bolan. 
| Lado um |                                     |         |  |
| N.º     | Título                              | Duração |  |
| 1.      | "Tenement Lady"                     | 2:55    |  |
| 2.      | "Rapids"                            | 2:48    |  |
| 3.      | "Mister Mister"                     | 3:29    |  |
| 4.      | "Broken Hearted Blues"              | 2:02    |  |
| 5.      | "Shock Rock"                        | 1:43    |  |
| 6.      | "Country Honey"                     | 1:47    |  |
| 7.      | "Electric Slim and the Factory Hen" | 3:03    |  |

| Lado dois |                                      |         |  |
| N.º       | Título                               | Duração |  |
| 1.        | "Mad Donna"                          | 2:16    |  |
| 2.        | "Born to Boogie"                     | 2:04    |  |
| 3.        | "Life is Strange"                    | 2:30    |  |
| 4.        | "The Street and Babe Shadow"         | 2:18    |  |
| 5.        | "Highway Knees"                      | 2:34    |  |
| 6.        | "Left Hand Luke and the Beggar Boys" | 5:18    |  |

## Ficha técnica
T. Rex
- Marc Bolan – vocais principais, guitarras
- Mickey Finn – vocais de apoio, percussão
- Steve Currie – baixo elétrico
- Bill Legend – bateria

Músicos adicionais
- Howard Kaylan – vocais de apoio
- Mark Volman – vocais de apoio
- Howard Casey – saxofone

Produção
- Tony Visconti – produção, arranjo, vocais de apoio, Mellotron
- Peter Howe – fotografia da capa

## Posição nas tabelas musicais
| Tabelas musicais (1973)        | Melhor posição |
| ------------------------------ | -------------- |
| Austrália (Kent Music Report)  | 21             |
| Reino Unido (OCC)              | 4              |
| Estados Unidos (Billboard 200) | 102            |